# Thymus verchojanicus
Thymus verchojanicus là một loài thực vật có hoa trong họ Hoa môi. Loài này được Doronkin miêu tả khoa học đầu tiên năm 1997.